# アレクサンダー・フリードリヒ・フォン・ヘッセン
アレクサンダー・フリードリヒ・フォン・ヘッセン（Alexander Friedrich von Hessen, 1863年1月25日 - 1945年3月25日）は、ドイツの旧諸侯ヘッセン＝カッセル方伯家の家長（1888年 - 1925年）。作曲家。

## 生涯
ヘッセン＝カッセル＝ルンペンハイム方伯フリードリヒ・ヴィルヘルムと、その2番目の妻のプロイセン王女マリア・アンナの間の第3子・次男。洗礼名はアレクサンダー・フリードリヒ・ヴィルヘルム・アルブレヒト・ゲオルク（Alexander Friedrich Wilhelm Albrecht Georg）。生まれつき弱視の障害があり、英国ロンドン南郊アッパー・ノーウッドの寄宿学校セント・ジョゼフズ・カレッジに送られて教育された。長じてマールブルクとライプツィヒの諸大学で精神科学を専攻し、博士号を取得した。1888年に兄フリードリヒ・ヴィルヘルムが不慮の事故で亡くなると、視覚障害のハンディキャップがありながらヘッセン＝カッセル家の家督相続者とされた。1925年3月25日フランクフルト・アム・マインで男爵令嬢ギーゼラ・シュトックホーナー・フォン・シュターライン（1884年 - 1965年）と結婚した。この結婚が家内法により貴賤結婚と見なされたため、弟フリードリヒ・カールに家督を譲っている。
アレクサンダーは音楽と美術の愛好家で、ロマン派・モダニズムの作曲家の後援者として知られた。彼自身も若い頃から作曲活動を行っていた。アレクサンダーと母アンナは毎年冬季のフランクフルト滞在時、ヨアヒム・ラフ、クララ・シューマンとロベルト・シューマン、エンゲルベルト・フンパーディンク、ヨハネス・ブラームスといった有名作曲家との交流を深め、旧オペラ座を経済的に支援し、音楽関係の催し事には積極的に顔を出した。母が伝統的な音楽の振興にもっぱら努めたのに対し、アレクサンダーは革新的な新ドイツ楽派と関わりを持ち、フランツ・リスト、エドヴァルド・グリーグ、リヒャルト・ワーグナーのような新世代の作曲家の楽曲に親しんだ。アレクサンダーはその強度の弱視のために点字楽譜を使って作曲活動を行わざるを得なかったが、多くの作品を残し、中には実験的な作品さえも含まれていた。
フェルディナント・ザウアーブルッフの患者の1人としてミュンヘンのシャリテ病院に通院していたアレクサンダーは、同病院で看護婦として働く修道女たちのために、ミサ曲を作曲・献呈したこともある。彼の作品目録は不完全な状態ではあるがクラシック音楽検索ウェブサイト「クラシカ（Klassika）」で閲覧することができる。

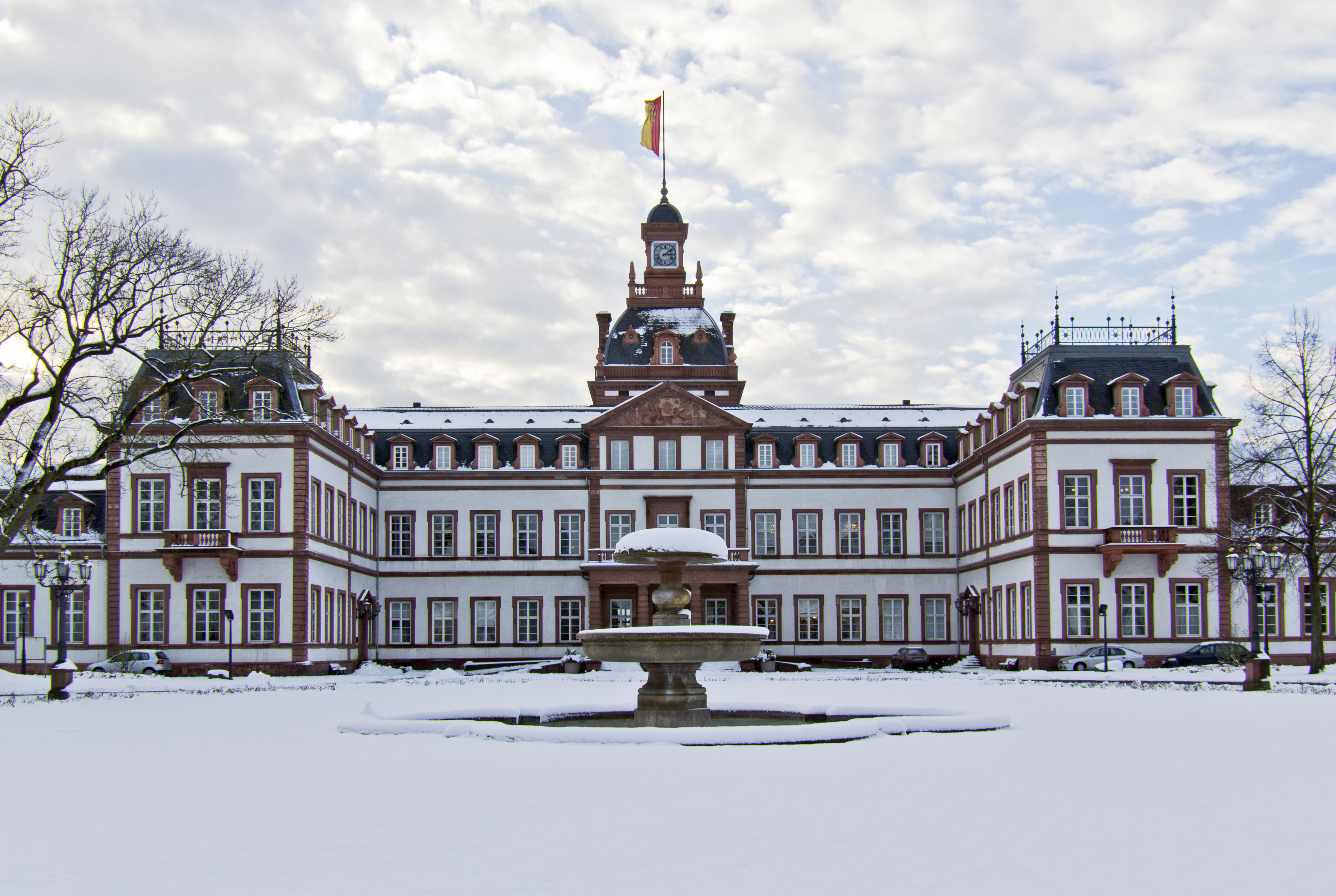
フィリップスルーエ城

フィリップスルーエ城に居住したヘッセン＝ルンペンハイム家最後の成員であり、彼の死後、城はハーナウ市に売却された。
ハーナウ市ケッセルシュタット地区には公子の名に因んだアレクサンダー通り（Alexanderstraße）がある。